# Zygmunt Tumielewicz
Zygmunt Tumielewicz (ur. 1894, zm. 1940) – rosyjski i polski wojskowy, uczestnik I wojny światowej, żołnierz I Korpusu Polskiego w Rosji i Samoobrony Lidzkiej, uczestnik wojny polsko-bolszewickiej.

## Życiorys
Urodził się w 1894 roku w Lidzie, w powiecie lidzkim guberni wileńskiej Imperium Rosyjskiego. Otrzymał tam nauki początkowe. W 1915 roku wyjechał do Petersburga, gdzie został powołany do Armii Imperium Rosyjskiego i wcielony do Lejbgwardii Pułku Moskiewskiego. Brał udział w walkach na froncie wschodnim I wojny światowej przeciwko Niemcom aż do rewolucji w Rosji. W 1917 roku wstąpił do I Korpusu Polskiego w Rosji gen. Józefa Dowbora Muśnickiego, w którym służył do jego demobilizacji. W 1918 roku powrócił do Lidy i wstąpił do Samoobrony Lidzkiej, gdzie w stopniu chorążego pełnił funkcję oficera prowiantowego. Na początku 1919 roku awansowany na podporucznika. W kwietniu tego samego roku, po zajęciu Lidy przez Wojsko Polskie, udał się do rodzinnego miasta, zorganizował na własną rękę 170-osobowy oddział złożony z jego mieszkańców i przyprowadził go na front do Oddziału Majora Dąbrowskiego.
Po wojnie polsko-bolszewickiej w randze kapitana dowodził kompanią 76 pp. imienia Ludwika Narbutta. Był jedynym oficerem, który służył dłuższy czas czynnie w tym pułku od jego powstania.

## Odznaczenia
- Krzyż Walecznych;
- Medal Zwycięstwa (Francja)[2].